# 15392 Budějický
(15392) Budějický, denumire internațională (15392) Budejicky, este un asteroid din centura principală de asteroizi.

## Descriere
15392 Budějický este un asteroid din centura principală de asteroizi. A fost descoperit pe 11 octombrie 1997 la Observatorul din Ondřejov de Lenka Šarounová. Asteroidul prezintă o orbită caracterizată de o semiaxă mare de 2,27 ua, o excentricitate de 0,16 și o înclinație de 5,0° în raport cu ecliptica.